# Wagenbühne
Die Wagenbühne war eine Bühnenform des 14. und 15. Jahrhunderts, bei der die Szenenflächen auf Wagen montiert an den Zuschauern vorbeifuhren. Heute versteht man unter Wagenbühne die Schiebebühne. Verbreitung fand die Wagenbühne vor allem in Spanien und England. Vorbild der Wagenbühne war die Fronleichnamsprozession. Aus ihr ist die Simultanbühne hervorgegangen.